# HD 64320
HD 64320，又名CP-59 910，SAO 235553、HR 3076，是一颗恒星，视星等为6.72，位于銀經272.69，銀緯-16.44，其B1900.0坐标为赤經7h 48m 12.6s，赤緯-59° -16.44′ 47″。